# Uvêrsnatten
Uvêrsnatten är en kulle i Antarktis. Den ligger i Östantarktis. Norge gör anspråk på området. Toppen på Uvêrsnatten är 2 225 meter över havet, eller 241 meter över den omgivande terrängen. Bredden vid basen är 5,7 km.
Terrängen runt Uvêrsnatten är platt åt nordväst, men åt sydost är den kuperad. Trakten är glest befolkad. Närmaste befolkade plats är Borga forskningsstation, 2,9 kilometer öster om Uvêrsnatten.